# 루아레주의 캉통
프랑스 루아레주에는 총 21개의 캉통이 속해 있다. 2015년 3월 행정구역 총개편으로 인해 현재는 다음과 같이 설치되어 있다.
- 보장시
- 샬레트쉬르루앙
- 샤토뇌프쉬르루아르
- 쿠르트네
- 라페르테생토뱅
- 플뢰리레조브레
- 지앙
- 로리
- 말셰르브
- 묑쉬르루아르
- 몽타르지
- 올리베
- 오를레앙 1
- 오를레앙 2
- 오를레앙 3
- 오를레앙 4
- 피티비에
- 생장드브라예
- 생장드라뤼엘
- 생장르블랑
- 쉴리쉬르루아르